# Arne Platzbecker
Arne Platzbecker (* 18. Juni 1972 in Dresden) ist ein deutscher Politiker der Sozialdemokratischen Partei Deutschlands (SPD).

## Leben
Seine Kindheit verbrachte Platzbecker in Dresden. Sein Urgroßvater war der Komponist Heinrich Platzbecker, sein Bruder Uwe Platzbecker ist Professor für Hämatologie an Universitätsklinikum Leipzig.
Nach dem Abitur an der Kreuzschule in Dresden zog Arne Platzbecker nach Hamburg und leistete 1992 seinen Zivildienst im Krankenhaus von St. Georg ab. Von 1993 bis 1997 studierte er Rechtswissenschaften an der Universität Hamburg. Seit 2001 ist er Partner in der BKP Kanzlei – Beiler Karl Platzbecker & Partner an der Palmaille in Hamburg-Altona. Unter anderem ist er Datenschutzbeauftragter des Fußballclubs FC St. Pauli. Platzbecker wohnt in Hamburg-St. Pauli und ist verheiratet.

## Politische Karriere
Platzbecker ist seit 30 Jahren (Stand 04/2021) Mitglied der SPD Hamburg, gehörte bei den Jusos dem Realo-Flügel des Mitte-Rechts-Lagers an und war dort ab 1995 im Landesvorstand aktiv. 2006 wurde er zum Landesvorsitzenden der Arbeitsgemeinschaft der SPD für Akzeptanz und Gleichstellung (Schwusos / AG SPDqueer) gewählt, nachdem der langjährige Vorsitzende Lutz Johannsen von diesem Amt zurücktrat. Im Oktober 2013 wurde Platzbecker im zweiten Wahlgang Vorsitzender im SPD-Distrikt St. Pauli-Süd, nachdem sein Vorgänger Andy Grote Bezirksamtsleiter von Hamburg-Mitte geworden war.
Erstmalig trat er zur Bürgerschaftswahl in Hamburg 2008 an, zur Bürgerschaftswahl in Hamburg 2011 auf SPD-Landeslistenplatz 36 und zur Bürgerschaftswahl in Hamburg 2015 auf dem SPD-Landeslistenplatz 41 kandidierte Platzbecker jeweils erfolglos.

### Bürgerschaftsabgeordneter
Bei der Hamburgischen Bürgerschaftswahl am 23. Februar 2020 wurde Platzbecker im Wahlkreis 1 Hamburg-Mitte über Listenplatz 3 mit 11.495 Personenstimmen als Abgeordneter in die Hamburgische Bürgerschaft gewählt. Für seine Fraktion ist er Fachsprecher für Tourismus und Mitglied im Ausschuss für Justiz und Verbraucherschutz, im Ausschuss für Wirtschaft und Innovation, im Kultur- und Medienausschuss und Vorsitzender im Unterausschuss Datenschutz und Informationsfreiheit.

## Mitgliedschaften
Platzbecker ist Vorstandsmitglied sowohl beim MenscHHamburg e.V., als auch bei der Stiftung Acción Humana, einer Hilfe für die Straßenkinder in Honduras.

## Trivia
In der Fernsehserie Richterin Barbara Salesch trat er als TV-Rechtsanwalt auf.